# Джунда
Джу́нда (англ. Jundah) — небольшой город на юго-западе Квинсленда, Австралия. Административный центр района Барку. В 2016 году население Джунды составляло 106 человек.

## География
Городок находится на реке Томсон в 1122 километрах к западу от Брисбена на юго-западе штата Квинсленд. Примерно в 30 км к юго-востоку от города находится национальный парк Уэлфорд.

## История
Местное почтовое отделение открылось 26 июня 1877 года. Городом Джунда стала в 1883 году.

## Инфраструктура
В городе находится администрация, полицейский участок, универсальный магазин, начальная школа, библиотека, почтовое отделение и центр туристической информации.

## Население
По данным переписи 2016 года, население Джунды составляло 106 человек.